# 鉄道旅行検定試験
鉄道旅行検定試験（てつどうりょこうけんていしけん）とは、JTB（日本交通公社）グループの旅行地理検定協会が1998年から行っていた検定試験で、現在は実施されていない。

## 概要

### 試験地
札幌・盛岡・仙台・さいたま・東京・千葉・新潟・金沢・静岡・浜松・名古屋・京都・大阪・神戸・岡山・広島・松山・福岡・鹿児島・那覇で実施されていた。

## 試験内容
全120問（ただし第1回は100問）出題。すべて4択で実施されていた。
- 「車両・列車・運行区間・スケジュール」に関する問題（40問）
- 「路線、駅・施設、車窓・沿線の景観など」に関する問題（40問）
- 「歴史･文化･時刻表･旅行」に関する問題（40問）

## 認定と基準
偏差値によって、鉄道の種別にちなんだ級が認定される。
- 1級 - リニア - 最高得点者を「鉄道博士」[1]として表彰。
- 2級 - のぞみ
- 3級 - ひかり
- 4級 - ニューMAX
- 5級 - 特急
- 6級 - 急行
- 7級 - 快速
- 8級 - 普通

## 備考
- 一般的な職業にはほとんど意味はないが、履歴書にも書くことができる。